# Осиновка (Черняховский район)
Осиновка (до 1938 — Ужбаллен (нем. Uszballen), до 1947 — Диттау (нем. Dittau)) — посёлок в Черняховском районе Калининградской области. 

## История
Поселок назывался Ужбаллен до 1936, Ушбаллен до 1938, Диттау до 1946 года (на нем.Uszballen bis 1936, Uschballen bis 1938, Dittau bis 1946).
До 2015 года входил в состав Свободненского сельского поселения.

## Население
| 1910 | 1933 | 1939 | 2002 | 2010 |
| ---- | ---- | ---- | ---- | ---- |
| 223  | ↘209 | ↗215 | ↘14  | ↗18  |